# Kacou Adom
Pour les articles homonymes, voir Adom (homonymie).
Kacou Adom ou Adom Kacou Houadja Léon, né le 16 avril 1950 à Abengourou est un diplomate ivoirien. 
Il est l'actuel[évasif] ministre des affaires étrangères, de l'intégration africaine et des ivoiriens de l'extérieur dans le Gouvernement Beugré Mambé. Il succède à Kandia Camara,,,.

## Biographie

### Formation
Après l’obtention d'une maîtrise en anglais à l’université d'Abidjan, il est admis au concours d’entrée à l'École nationale d’administration d'Abidjan (ENA), cycle supérieur. Il étudie ensuite la diplomatie à l'Institut international d'administration publique à Paris, puis au Centre d'études internationales de l’université de Tokyo dans l'option relations économiques internationales et à l'École nationale d'administration publique au Québec,. Il a été stagiaire dans plusieurs pays, notamment à l’ambassade de France à Canberra, au ministère français des affaires étrangères, à l'OCDE à Paris, à l'UNESCO à Paris, et à l'ambassade de France à Wellington (Nouvelle-Zélande).

### Parcours professionnel
De 1977 à 1984, Kacou Adom fut le premier conseiller à l’ambassade de Côte d’Ivoire à Tokyo. Il a occupé le poste de sous-directeur du personnel à la direction des affaires administratives et financières au ministère des affaires étrangères de la république de Côte d'Ivoire de 1984 à 1986. De 1986 à 1990, il fut directeur de cabinet du ministère de l'enseignement primaire ivoirien. En 1991, il fut inspecteur des postes diplomatiques et consulaires du ministère des affaires étrangères de la république ivoirienne. De 1995 à 1996, il fut ambassadeur et directeur par intérim du département d'Amérique et d'Océanie. Ambassadeur en Israël et en Turquie de 1997 à 2005,, il fut en 2006, directeur de cabinet au ministère des affaires étrangères de la république de Côte d'Ivoire. En 2008, Kacoou Adom fut ambassadeur extraordinaire et plénipotentiaire en Allemagne, en République tchèque, en Pologne, en Hongrie et en Roumanie, avec résidence à Berlin,. En 2017, il fut ambassadeur et secrétaire général au ministère des Affaires étrangères occupant le rang de secrétaire d'État. Il fut représentant permanent de la Côte d'Ivoire auprès des Nations unies en 2018,. En 2021, il fut vice-président de la 76e session de l’assemblée générale de l’ONU. Il a occupé le poste de ministre délégué auprès du ministre d’État, ministre des affaires étrangères, de l’intégration africaine et de la Diaspora de la république de Côte d'Ivoire. En 2023, il est nommé ministre des affaires étrangères de l'intégration africaine et des ivoiriens de l'extérieur dans le gouvernement Beugré Mambé,,,. Kacou Adom succède à Kandia Camara. Il parle le français, l'anglais, l'espagnol et le japonais.

### Famille
Marié à Germaine Adom-Kacou, Kacou Léon Adom est père de trois enfants,.